# Třída Charles F. Adams
Třída Charles F. Adams byly raketové torpédoborce námořnictva Spojených států amerických. Sloužily především jako protiletadlová ochrana svazů letadlových lodí. V letech 1958–1964 bylo postaveno celkem 23 jednotek této třídy, přičemž další tři modifikované jednotky postavilo Německo jako třídu Lütjens a další tři Austrálie jako třídu Perth.
Torpédoborce třídy Charles F. Adams byly ze služby vyřazovány od konce 80. let. V roce 1992 bylo ve stavu námořnictva posledních sedm kusů a úplně poslední byl vyřazen v roce následujícím. Nahradily je torpédoborce třídy Arleigh Burke. Čtyři jednotky v roce 1992 odkoupilo Řecko, ovšem Řecké námořnictvo je již také vyřadilo.

## Stavba
Celkem bylo postaveno 23 torpédoborců této třídy. Na stavbě se podílely loděnice New York Shipbuilding Corporation v Camdenu v New Jersey (6 ks), Bath Iron Works v Bathu v Maine (4 ks), Defoe Shipbuilding Company v Bay City v Michiganu (4 ks), Todd Shipyards v Seattlu ve státě Washington (4 ks), Puget Sound Bridge and Dredging Company v Seattlu (3 ks) a Avondale Marine Ways poblíž New Orleansu ve státě Louisiana (2 ks).
Jednotky třídy Charles F. Adams:
| Jméno                      | Loděnice                          | Zahájení stavby    | Spuštěna          | Vstup do služby   | Status                                                             |
| -------------------------- | --------------------------------- | ------------------ | ----------------- | ----------------- | ------------------------------------------------------------------ |
| Charles F. Adams (DDG-2)   | Bath Iron Works                   | 15. června 1958    | 8. září 1959      | 10. září 1960     | Vyřazen 1990.                                                      |
| John King (DDG-3)          | Bath Iron Works                   | 25. srpna 1958     | 30. ledna 1960    | 4. února 1961     | Vyřazen 1990.                                                      |
| Lawrence (DDG-4)           | New York Shipbuilding Corporation | 27. října 1958     | 27. února 1960    | 6. ledna 1962     | Vyřazen 1990.                                                      |
| Claude V. Ricketts (DDG-5) | New York Shipbuilding Corporation | 18. května 1959    | 4. června 1960    | 5. května 1962    | Vyřazen 1990.                                                      |
| Barney (DDG-6)             | New York Shipbuilding Corporation | 10. srpna 1959     | 10. prosince 1960 | 11. srpna 1962    | Vyřazen 1990.                                                      |
| Henry B. Wilson (DDG-7)    | Defoe Shipbuilding Company        | 28. února 1958     | 22. dubna 1959    | 17. prosince 1960 | Vyřazen 1989.                                                      |
| Lynde McCormick (DDG-8)    | Defoe Shipbuilding Company        | 4. dubna 1958      | 28. července 1959 | 3. června 1961    | Vyřazen 1990.                                                      |
| Towers (DDG-9)             | Todd Pacific                      | 1. dubna 1958      | 23. dubna 1959    | 24. června 1961   | Vyřazen 1990.                                                      |
| Sampson (DDG-10)           | Bath Iron Works                   | 2. března 159      | 21. května 1960   | 24. června 1961   | Vyřazen 1991.                                                      |
| Sellers (DDG-11)           | Bath Iron Works                   | 3. srpna 1959      | 9. září 1960      | 28. října 1961    | Vyřazen 1989.                                                      |
| Robison (DDG-12)           | Defoe Shipbuilding Company        | 28. dubna 1959     | 27. dubna 1960    | 9. prosince 1961  | Vyřazen 1991.                                                      |
| Hoel (DDG-13)              | Defoe Shipbuilding Company        | 3. srpna 1959      | 4. srpna 1960     | 16. června 1962   | Vyřazen 1990.                                                      |
| Buchanan (DDG-14)          | Todd Pacific                      | 23. dubna 1959     | 11. května 1960   | 7. února 1962     | Vyřazen 1991.                                                      |
| Berkeley (DDG-15)          | New York Shipbuilding Corporation | 29. srpna 1960     | 29. července 1961 | 15. prosince 1962 | Vyřazen 1992. Prodán Řecku jako Themsitocles (D221), vyřazen 2004. |
| Joseph Strauss (DDG-16)    | New York Shipbuilding Corporation | 27. prosince 1960  | 9. prosince 1961  | 20. dubna 1963    | Vyřazen 1990. Prodán Řecku jako Formion (D220), vyřazen 2004.      |
| Conyngham (DDG-17)         | New York Shipbuilding Corporation | 1. května 1961     | 19. května 1962   | 13. června 1963   | Vyřazen 1990.                                                      |
| Semmes (DDG-18)            | Avondale Marine Ways              | 15. srpna 1960     | 20. května 1961   | 10. prosince 1962 | Vyřazen 1991. Prodán Řecku jako Kimon (D218), vyřazen 2006.        |
| Tattnall (DDG-19)          | Avondale Marine Ways              | 14. listopadu 1960 | 26. srpna 1961    | 13. dubna 1962    | Vyřazen 1991.                                                      |
| Goldsborough (DDG-20)      | Puget Sound Naval Shipyard        | 3. ledna 1961      | 15. prosince 1961 | 9. listopadu 1963 | Vyřazen 1993.                                                      |
| Cochrane (DDG-21)          | Puget Sound Naval Shipyard        | 31. července 1961  | 18. července 1962 | 24. března 1963   | Vyřazen 1990.                                                      |
| Benjamin Stoddert (DDG-22) | Puget Sound Naval Shipyard        | 11. června 1962    | 8. ledna 1963     | 12. září 1964     | Vyřazen 1991.                                                      |
| Richard E. Byrd (DDG-23)   | Todd Pacific                      | 12. dubna 1961     | 6. února 1962     | 7. března 1964    | Vyřazen 1990.                                                      |
| Waddell (DDG-24)           | Todd Pacific                      | 6. února 1962      | 26. února 1963    | 28. srpna 1964    | Vyřazen 1992. Prodán Řecku jako Nearchos (D219), vyřazen 2006.     |

## Konstrukce

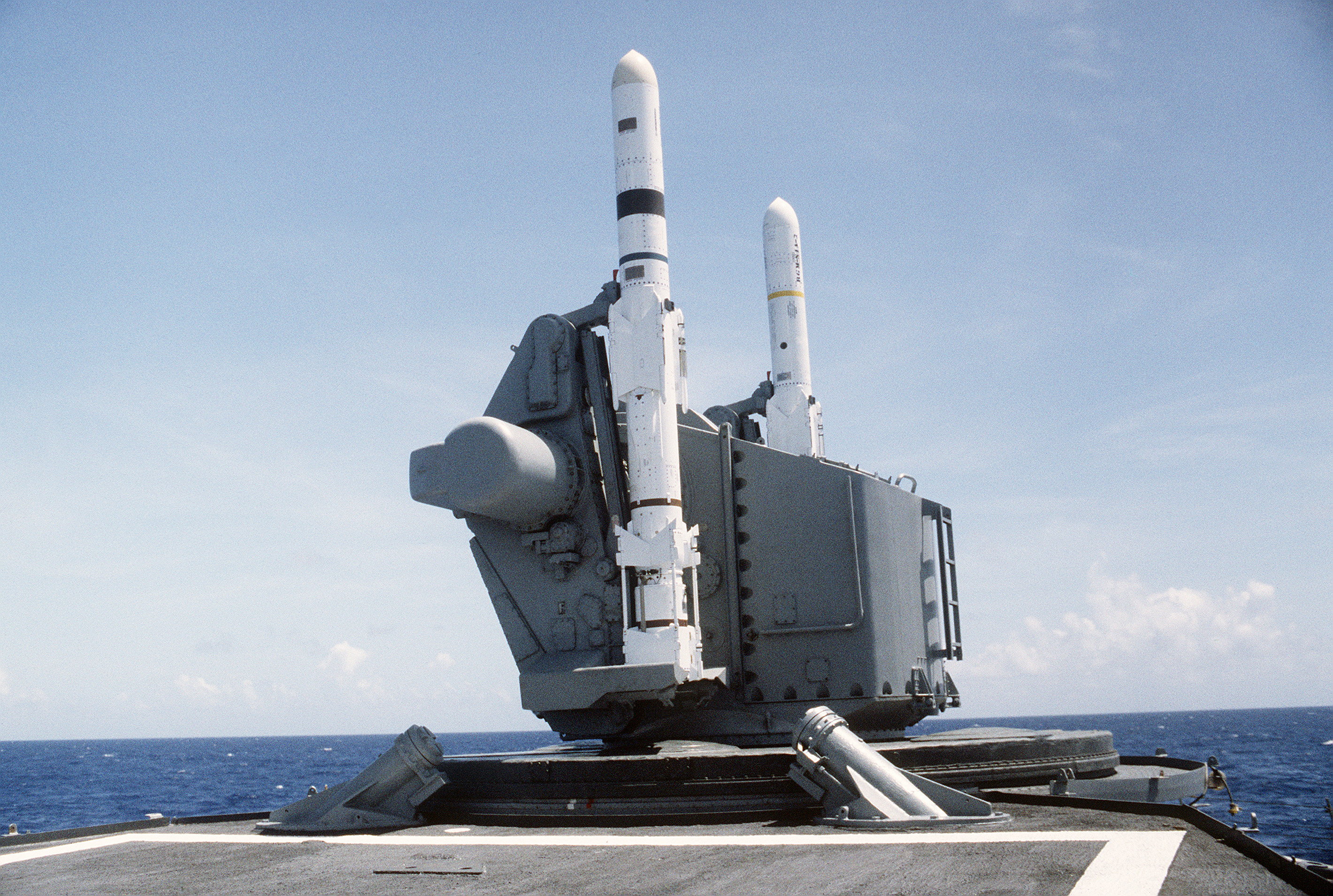
Dvojice protilodních střel Harpoon na odpalovacím zařízení Mk 11 torpédoborce USS Lawrence (DDG-4)

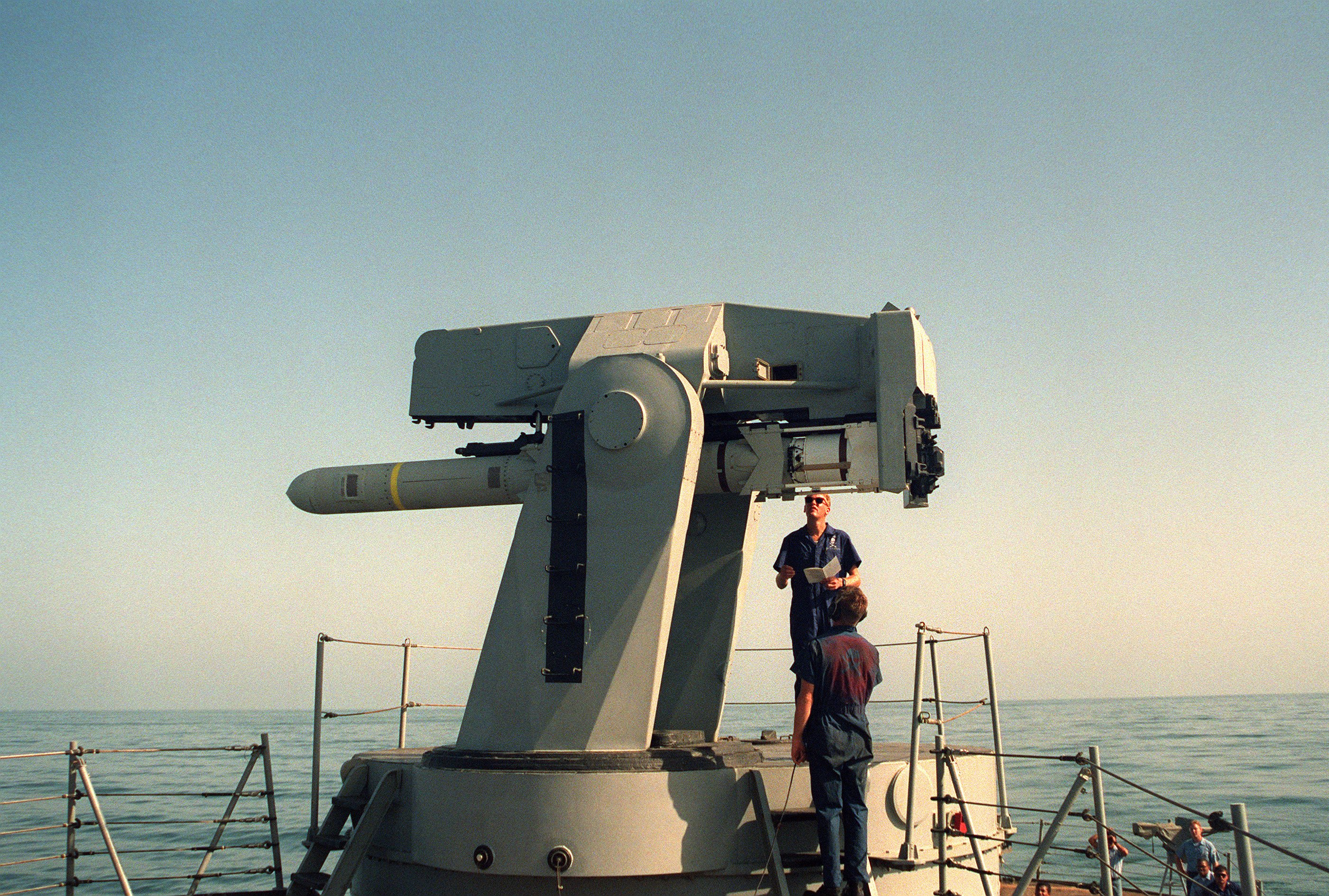
Protilodní střela Harpoon na odpalovacím zařízení Mk 13 torpédoborce USS Goldsborough (DDG-20)

Konstrukce lodí navazovala na třídu Forrest Sherman, od počátku ale již počítala s využitím reaktivních zbraní. Lodě nesly dva 127mm kanóny v jednohlavňových věžích – jednu na přídi a jednu na zádi. Mezi komíny bylo osminásobné vypouštěcí zařízení raketových torpéd ASROC. Na zádi před dělovou věží bylo umístěno jednoduché (Mk.13) či dvojité (Mk.11) vypouštěcí zařízení protiletadlových řízených střel Tartar se zásobou 42 střel (od konce 70. let byly používány střely Standard MR). Lodě také nesly dva trojité 324mm protiponorkové torpédomety. Některé jednotky byly po modernizaci schopny používat protilodní střely Boeing Harpoon.
Pohonný systém třídy Charles F. Adams tvořily dvě turbíny General Electric a čtyři kotle. Nejvyšší rychlost dosahuje 33 uzlů. Byly to poslední americké torpédoborce s tímto typem pohonu a následující třídy již využívají plynové turbíny.

## Operační nasazení
Třída Charles F. Adams byla nasazena v řadě operací, například v době Kubánské krize a ve válce ve Vietnamu.